# 60 Wall Street
El 60 Wall Street és un gratacel situat al barri financer de Manhattan, a la ciutat de Nova York als Estats Units.
L'edifici va ser concebut pel gabinet d'arquitectes John Dinkeloo and Associates i Kevin Roche. Es va construir de 1987 a 1989.
Construït en un estil postmodern (vidre, acer, pedra), l'edifici mesura 227 metres, i té cinquanta-sis pisos, el que ofereix 160.000 m² d'oficis al principal arrendatari, la Deutsche Bank. El 1989, l'edifici albergava el quarter general de JP Morgan Chase & Co, qui s'hi va quedar fins a abril de 2001, quan la Deutsche Bank el va comprar per a 600 milions de dòlars. Pocs mesos després, per mor dels atemptats de l'11 de setembre de 2001, l'edifici de la Deutsche Bank a proximitat del World Trade Center era impractibale i la banca ha pogut trasllader tots els oficis a l'edifici de Wall Street. L'abril. 2007, el grup Paramount va comprar-lo per 1.200 milions de dòlars.